# سلحفاة ألدابرا العملاقة

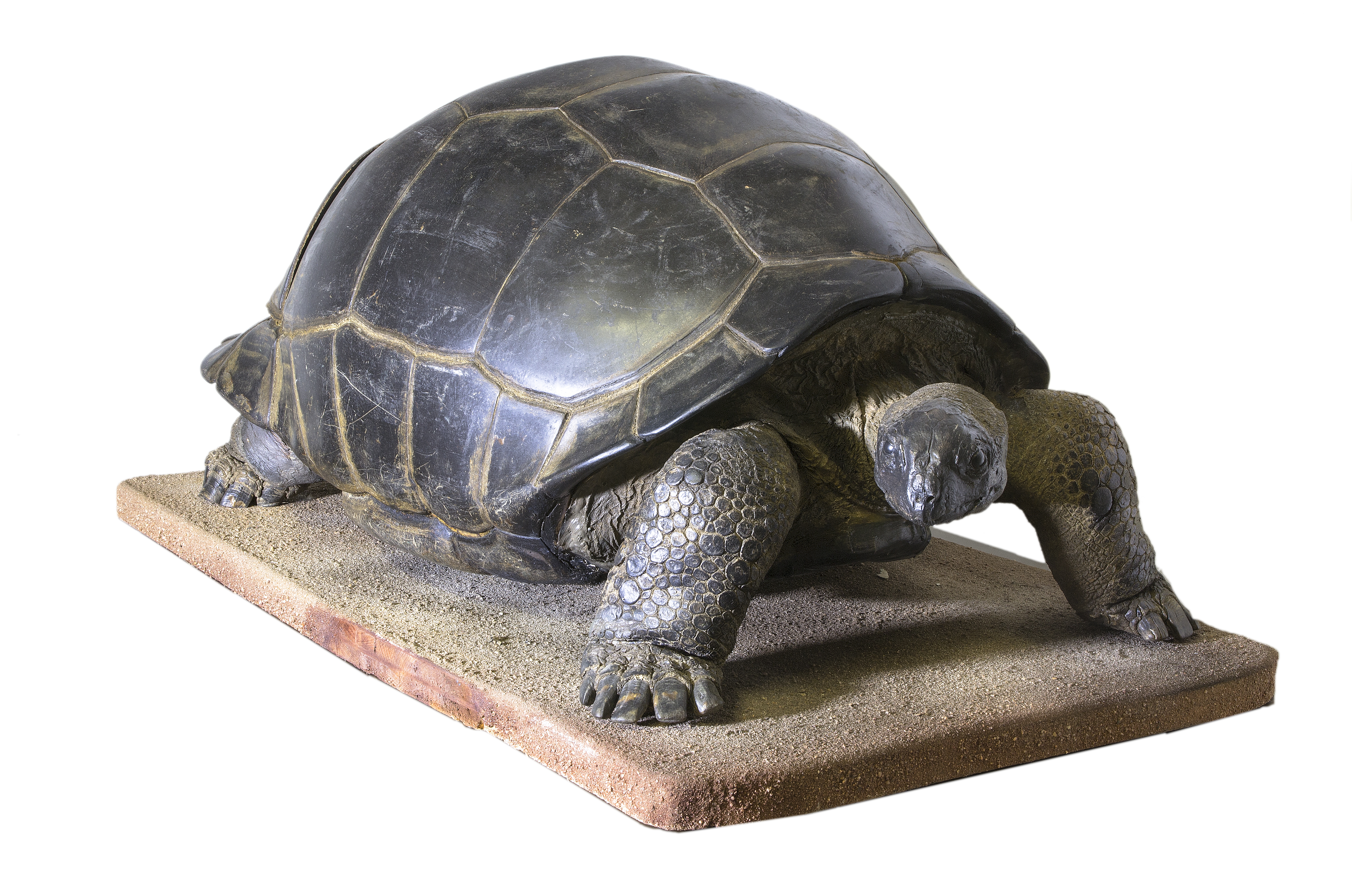
Aldabrachelys gigantea

سلحفاة ألدابرا العملاقة هي نوع من السلاحف البرية، لا يعيش سوى في جزر غربيّ المحيط الهندي بمنطقةٍ تمتدُّ من جزيرة ألدابرا المرجانية إلى جزر سيشيل. تعدُّ سلحفاة ألدابرا العملاقة واحدةً من أضخم السلاحف على وجه الأرض. يُصنِّفها الاتحاد العالمي للحفاظ على الطبيعة كنوعٍ معرَّض لخطر الانقراض.